# Rise (A Skylit Drive)
Rise è il quarto album in studio del gruppo musicale statunitense A Skylit Drive, pubblicato il 24 settembre 2013 dalla Tragic Hero Records.
L'album è il primo del gruppo realizzato senza il chitarrista Joey Wilson, e l'ultimo con il bassista Brian White e il batterista Cory La Quay.
Ha venduto oltre 10 000 copie nella sua prima settimana di uscita, diventando l'album dal miglior debutto in termini di vendita degli A Skylit Drive.

## Tracce
Testi di Michael "Jag" Jagmin e Nick Miller, musiche degli A Skylit Drive.
1. Save Me Tragedy – 3:12
2. Unbreakable – 3:31
3. Crash Down – 3:15
4. Rise – 3:15
5. Crazy – 2:59
6. Said & Done – 3:40
7. Just Stay – 4:16
8. Pendulum – 3:20
9. I, Enemy – 3:01
10. Wide Awake – 3:23
11. Shadows – 3:40
12. Dreaming in Blue – 3:09

Tracce bonus nell'edizione deluxe di iTunes
1. Fallen – 3:26
2. Rise (Demo) – 3:15
3. Just Stay (Demo) – 4:22
4. Crazy (Demo) – 3:04

## Formazione
- Michael "Jag" Jagmin – voce
- Nick Miller – chitarra solista
- Kyle Simmons – chitarra ritmica, tastiera, sintetizzatore, programmazione
- Brian White – basso, voce death
- Cory La Quay – batteria, percussioni, voce secondaria

## Classifiche
| Classifica (2013)         | Posizione massima |
| ------------------------- | ----------------- |
| Stati Uniti               | 41                |
| Stati Uniti (alternative) | 7                 |
| Stati Uniti (independent) | 4                 |
| Stati Uniti (rock)        | 12                |